# Limnophila (Limnophila) edita
Limnophila (Limnophila) edita is een tweevleugelige uit de familie steltmuggen (Limoniidae). De soort komt voor in het Australaziatisch gebied.